# Việt Nam tại Liên hoan Ca nhạc Truyền hình châu Á – Thái Bình Dương
Việt Nam đã tham gia Liên hoan Ca nhạc Truyền hình châu Á – Thái Bình Dương 8 lần kể từ khi cuộc thi này bắt đầu vào năm 2012. Kể từ xuất hiện lần đầu vào năm 2012, mục tiếng Việt đã được Đài truyền hình quốc gia Việt Nam (VTV) tổ chức. Lê Việt Anh, The Pentatonic, Văn Mai Hương và Nguyễn Thị Ngọc Anh đều đã đại diện cho Việt Nam tại cuộc thi này lần lượt vào các năm 2012, 2013, 2013 và 2014,

## Lịch sử
VTV là một trong những thành viên sáng lập của ABU TV Song Festivals, đã tham gia Liên hoan Ca nhạc Truyền hình châu Á – Thái Bình Dương đầu tiên vào năm 2012.

## Thí sinh dự thi
| Năm  | Nghệ sĩ             | Ngôn ngữ              | Bài hát                 | Bản dịch tiếng Anh           |
| ---- | ------------------- | --------------------- | ----------------------- | ---------------------------- |
| 2012 | Lê Việt Anh         | Tiếng Việt            | "Mây"                   | Cloud                        |
| 2013 | Ngũ kinh            | Tiếng Việt            | "Cao nguyên đá"         | Highland Plateau             |
| 2013 | Văn Mai Hương       | Tiếng Việt            | "Là anh đó"             | It's You                     |
| 2014 | Nguyễn Thị Ngọc Anh | Tiếng Việt            | "Xuan van sang dieu ki" | Spring still comes magically |
| 2015 | Đinh Mạnh Ninh      | Tiếng Anh, tiếng việt | In the music tonight    | -                            |
| 2016 | Nguyễn Thị Pha Lê   | Tiếng Việt            | "Ao Em Lua La"          |                              |
| 2017 | Lương Nguyệt Ánh    | Tiếng Việt            | "Hồ trên núi"           |                              |
| 2018 | Phạm Khánh Linh     | Tiếng Việt            | "Back to winter"        | -                            |
| 2019 | Hoàng Thùy Linh     | Tiếng Việt            | "Để Mị Nói Cho Mà Nghe" | Let Me Tell You              |

## Tổ chức
| Năm  | Vị trí | Địa điểm           | Người dẫn chương trình          |
| ---- | ------ | ------------------ | ------------------------------- |
| 2013 | Hà nội | Nhà hát lớn Hà Nội | - Jamaica dela Cruz - Hong Phuc |

1. ↑  Hamzah, Hanizah. "ABU TV Song Festival". Asia-Pacific Broadcasting Union. Bản gốc lưu trữ ngày 20 tháng 9 năm 2012. Truy cập ngày 4 tháng 10 năm 2012.
2. ↑  "ABU TV Song Festival - Vietnam". Performer's profile. abuhanoi2013.com. Bản gốc lưu trữ ngày 9 tháng 10 năm 2013. Truy cập ngày 20 tháng 9 năm 2013.
3. ↑  Granger, Anthony (ngày 21 tháng 10 năm 2013). "Jamaica dela Cruz to co-host". Eurovoix.com. Truy cập ngày 25 tháng 10 năm 2013.
4. ↑  Granger, Anthony (ngày 25 tháng 10 năm 2013). "Hong Phuc Announced As Co-Host". Eurovoix.com. Truy cập ngày 25 tháng 10 năm 2013.